# St. Mariä Himmelfahrt (Birlinghoven)

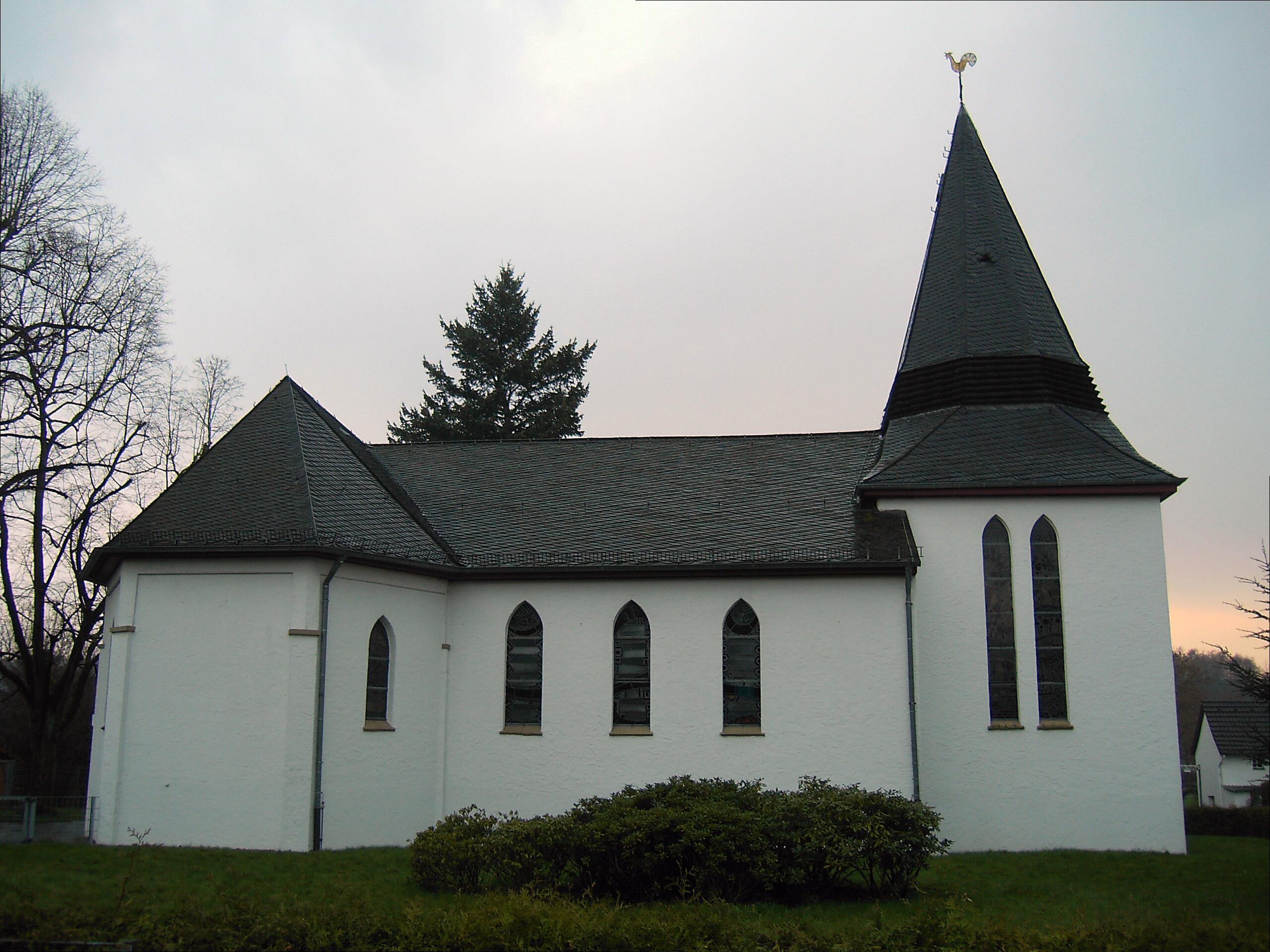
Kapelle Sankt Mariä Himmelfahrt, Sankt Augustin-Birlinghoven (2007)

Sankt Mariä Himmelfahrt ist eine römisch-katholische Kapelle im Sankt Augustiner Ortsteil Birlinghoven im Rhein-Sieg-Kreis in Nordrhein-Westfalen. Sie ist eine Filialkirche von St. Martinus in Niederpleis und gehört damit zum Katholischen Seelsorgebereich Sankt Augustin im Kreisdekanat Rhein-Sieg-Kreis des Erzbistums Köln. Die 1874 geweihte Kapelle steht als Baudenkmal unter Denkmalschutz.

## Geschichte
Jahrhundertelang gehörte das Dorf Birlinghoven zur Pfarrkirche St. Margareta in Stieldorf. Die Entscheidung, eine eigene Kapelle zu bauen, fiel 1871. Noch im selben Jahr fand die Grundsteinlegung statt, die Einweihung des schlichten Backsteinbaus war 1874. Der damalige Bau war einschiffig, hatte einen Dachreiter, einen dreiseitigen Chorschluss sowie lanzettförmige Fenster. Regelmäßige Sonn- und Feiertagsgottesdienste gab es erst ab 1907, nachdem der Kirchbau zum Eigentum der Pfarrgemeinde Stieldorf wurde.
Bald war die Kapelle zu klein, sodass sie nach Plänen des Architekten Karl Band 1932 erweitert wurde. Nach Norden hin wurde ein neues Kirchenschiff angebaut, an das sich ein rechteckiger Altarraum mit darüber befindlichem Glockenturm anschließt. Nachdem der Bau im Zweiten Weltkrieg schwer beschädigt worden war, erfolgte von 1965 bis 1971 eine umfangreiche Renovierung und Instandsetzung.
Im Zuge der Kommunalreform 1969 wurde der Ort Birlinghoven nach Sankt Augustin eingemeindet, woraufhin die Kirchengemeinde 1972 in die Pfarrei St. Martinus in Niederpleis aufgenommen wurde.

## Ausstattung
Sankt Mariä Himmelfahrt hat eine Oberlinger-Orgel mit fünf Registern. Auffallend sind zudem ein Ölgemälde, das um 1700 entstanden ist, eine außen angebrachte Marienstatue und zwei Engel, die aus der Barockzeit stammen.

### Glocken
Vom Turm der Kapelle erklingt das Motiv „O Heiland, reiß die Himmel auf“. Die älteste der vier Glocken stammt bereits aus dem Jahr 1483. Drei Glocken der Firma Glockengießerei Otto aus Hemelingen bei Bremen aus dem Jahr 1925 wurden im Zweiten Weltkrieg durch Kriegseinwirkung vernichtet. 1960 kamen zwei neue hinzu, 1977 schließlich auch die dritte Glocke. Die drei neuen Glocken stammen von der Glockengießerei Mabilon aus Saarburg.
| Glocke | Name       | Durchmesser | Masse  | Schlagton (HT-1⁄16) | Gussjahr | Inschrift |
| ------ | ---------- | ----------- | ------ | ------------------- | -------- | --- |
| I      | Michael    | 730 mm      | 220 kg | c″ ±0               | 1977     | „Heiliger Erzengel Michael, verteidige uns im Kampfe! Birlinghoven 1977“                                                                      |
| II     | Trinitatis | 638 mm      | 140 kg | es″ ±0              | 1960     | „Gepriesen sei die hl. Dreieinigkeit und die ungeteilte Einheit: Ehre sei dem Vater und dem Sohne und dem Hl. Geist. Amen. Allejua!“ (Übers.) |
| III    | Maria      | 567 mm      | 095 kg | f″ ±0               | 1960     | „Maria ist aufgenommen in den Himmel: es freuen sich die Engel, die sehr Lobenden preisen den Herrn. Alleluja! Sei gegrüßt Maria!“ (Übers.)   |
| IV     | Margareta  | 549 mm      | 110 kg | g″ ±0               | 1483     | „SANCTE MARGARETA HIS ICH IN EIR GOTZ IN SENT KATRIEN LUDEN ICH M CCCC L XXX II“                                                              |